# Pai (álbum)
Pai é o sexto álbum de estúdio da cantora Jamily, lançado de forma independente em março de 2015.

## Faixas
1. Pai
2. Deus Faz Milagre
3. O Sol Nasceu para Mim
4. Tua Glória
5. Espírito de Vida
6. Pelo Nosso Amor
7. Te Quiero
8. Amazing
9. Guerreiro
10. Deus É Bom
11. Deus Tem o Melhor
12. Sou Feliz

## Vendas e certificações
| País                             | Certificação | Vendas  |
| -------------------------------- | ------------ | ------- |
| Brasil - ABPD[carece de fontes?] |              | 1,000 + |

## Singles
- Pai, lançado em 17 de novembro de 2014